# Blommersia angolafa
Blommersia angolafa Andreone, Rosa, Noël, Crottini, Vences, and Raxworthy, 2010 è una rana della famiglia Mantellidae, endemica del Madagascar. L'epiteto specifico deriva dal malgascio angolafa, nome con cui le popolazioni Betsimisaraka indicano le palme del genere Dypsis (in particolare Dypsis lastelliana), tra le cui foglie questa specie ha il suo micro-habitat specializzato.

## Descrizione
Blommersia angolafa è un piccolo anuro lungo 17–21 mm, con una livrea dorsale giallo-brunastra, con macchie biancastre sui fianchi e sulle estremità delle dita. I maschi sono in genere più scuri delle femmine.

## Distribuzione e habitat
È una specie endemica del Madagascar, ove è stata sin qui segnalata in quattro aree di foresta pluviale della parte orientale dell'isola (Masoala, Ambatovaky, Zahamena e Betampona), ad una altitudine compresa tra 90 e 600 m.
Ha un micro-habitat specializzato, rappresentato dai fitotelmi che si raccolgono sulle foglie morte delle palme del genere Dypsis (in particolare D. lastelliana, D. tsaravoasira e D. hovomantsina).

## Biologia
L'accoppiamento avviene tra settembre e febbraio. In questa stagione il maschio emette il suo richiamo verso l'imbrunire e durante la notte. Dopo l'accoppiamento la femmina depone le uova nei fitotelmi che si formano sulle foglie di palme cadute sul terreno. Le uova si schiudono entro 7–10 giorni, e l'intero sviluppo larvale dura 57–70 giorni.